# Chenopodium hypsophilum
Chenopodium hypsophilum är en amarantväxtart som beskrevs av Lucien Leon Hauman. Chenopodium hypsophilum ingår i släktet ogräsmållor, och familjen amarantväxter. Inga underarter finns listade i Catalogue of Life.